# داني تينوريو
داني تينوريو هو لاعب كرة قدم إكوادوري في مركز الوسط، ولد في 22 ديسمبر 1992 في إسمرالداس في الإكوادور.